# Климово (усадьба)
Усадьба Климово — родовое имение Энгельгардтов в 31 км от города Ярцево.
Усадьба находилась в деревне Климово Духовщинского уезда (ныне Ярцевский район). Основана в конце XVIII века отставным гвардии поручиком Петром Платоновичем Энгельгардтом. В состав усадьбы входили: большой усадебный дом, служебные и хозяйственные строения, большой парк с системой прудов. Рядом с усадьбой (в селе Фрол) у церкви находилась родовая усыпальница Энгельгардтов.
До XXI века сохранились несколько хозяйственных построек, остатки парка, могилы владельцев усадьбы.